# Известия Санкт-Петербургского славянского благотворительного общества
Изве́стия Са́нкт-Петербу́ргского славя́нского благотвори́тельного о́бщества («Славянские известия», «Славянское обозрение») — печатный орган Славянского благотворительного общества в Санкт-Петербурге. Журнал выходил под разными наименованиями и с разной периодичностью с октября 1883 до конца 1916 года.

## История
Активное участие в выработке плана и программы печатного органа Славянского благотворительного общества принял член общества Фёдор Михайлович Достоевский. Целью издания было определено: регулярное сообщение о текущих делах общества и его филиалов за границей, размещение статей по славяноведению, оповещение о событиях в жизни западных и южных славян, публикация библиографических заметок, налаживание связей между славянскими обществами в России и за границей.
С октября 1883 по 1885 год редакцию возглавляли Николай Николаевич Страхов и Иван Иванович Соколов; с апреля по июнь 1885 года — только Соколов.
С сентября 1885 по август 1887 года редакцию возглавляли Константин Николаевич Бестужев-Рюмин и Павел Густавович Моравек; с сентября 1887 по декабрь 1888 — Владимир Иванович Ламанский, с января по октябрь 1889 года — Михаил Михайлович Филиппов
«Славянские известия»
В 1889—1891 годах издание выходило еженедельно под названием «Славянские известия»; их редактировал Виссарион Виссарионович Комаров.
«Славянское обозрение»
В 1892 году издание стало называться «Славянское обозрение» и выходило ежемесячно; редактировал его профессор Антон Семёнович Будилович, который во всех 18 выпусках «в своих обращениях к читателям затрагивал актуальные вопросы славянской жизни». В работе журнала участвовали профессора В. И. Ламанский, В. З. Завитневич, К. Я. Грот, Г. А. Вознесенский и др.. Н. Н. Страхов писал:

Главный его предмет — внутреннее, духовное развитие славянства, и в связи с этим — изложение всяких внешних, политических обстоятельств славянских народностей. От всех прежних изданий подобного рода новый журнал отличается тем, что ведет свое дело уже вполне систематически. В каждом номере находятся обширные отделы «Летопись» и «Смесь». В «Летописи» обозреваются и объясняются все главные из текущих явлений славянского мира; в «Смеси» говорится о всякого рода мелких фактах, имеющих значение для задачи журнала. Так как оба отдела составляются с отличным знанием и пониманием дела, то теперь мы, наконец, имеем издание, в котором можем почерпнуть точные и правильные сведения о всяких славянских делах…
Но это лишь повременные отделы журнала. Основной его отдел точно также превосходно соответствует главной цели издания.

В 1894 году журнал в формате ежегодника выпустил Иван Савич Пальмов.
С осени 1902 года и до конца 1910 года, периодическое издание Общества выходило регулярно, затем последовал перерыв до 1912 года. В 1902—1904 годах использовалось первоначальное название: «Известия Санкт-Петербургского славянского благотворительного общества», затем оно выходило как «Славянские известия». В это время, с 1902 по 1916 годы редакционная политика издания определялась В. Н. Кораблёвым; только два последних номера, вышедшие в конце 1916 года, редактировал казначей общества П. И. Калинков.

## Библиотечные фонды
Электронный архив номеров
- Подшивка за 1883 год
- Подшивка за 1884 год
- Подшивка за 1885 год
- Подшивка за 1886 год
- Подшивка за 1887 год

В Российской государственной библиотеке:
Славянское обозрение
FB I 28/3: 1892, т.1, кн. 1-4, 1892, т.2, кн.5-8, 1892, т.3, кн.9-12, 1894, без №
FB XVIII 11/17: 1892, т.1, кн. 1-4, 1892, т.2, кн. 5-8, 1892, т.3, кн. 9-12, 1894, без №
Славянские известия
FB I 24/18: 1883, № 1-3, 1884, № 1-12, 1885, № 1-12, 1886, № 1-12, 1887, № 1-12, 1888, № 1-12, 1889, № 1-52, 1890, № 1-52, 1891, № 1-52, 1902/03, № 1-8, 1903/04, № 1-8, 1904/05, № 1-8, 1906, № 1-8, 1907, № 1-8, 1908, № 1-8, 1909, № 1-8, 1910, № 1-8, 1912, № 1-7, 1913, № 8-57, 1914, № 1-13, 1915, № 1-14, 1916, № 1
FB XVI 42/16: 1883, № 1-3, 1884, № 1-12, 1885, № 1-12, 1886, № 1-12, 1887, № 1-12, 1888, № 1-12, 1889, № 1-52, 1890, № 1-52, 1891, № 1-52, 1902/03, № 1-8, 1903/04, № 1-8, 1904/05, № 1-8, 1906, № 1-8, 1907, № 1-8, 1908, № 1-8, 1909, № 1-8, 1910, № 1-8, 1912, № 1-7, 1913, № 1(8)-50(57), 1914, № 1-13, 1915, № 1-14, 1916, № 1-2